# Michail Koltsov

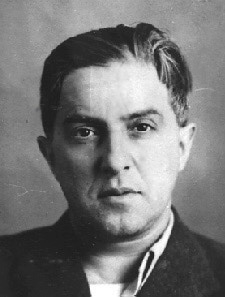
Michael Koltsov, 1938

Michail Jefimovitsj Koltsov (Russisch: Михаил Ефимович Кольцов) (Kiev, 12 juni [O.S. 31 mei] 1898 - Moskou, 2 februari 1940) was een Russisch schrijver en journalist. Hij maakte naam als feuilletonschrijver en speciale verslaggever voor de Sovjet-Unie tijdens de Spaanse Burgeroorlog.

## Leven en werk
Koltsov was de zoon van een Joodse schoenmaker Haim Fridlyand en broer van cartoonist Boris Jefimov, met wie hij al op jeugdige leeftijd een handgeschreven schooltijdschrift uitgaf. In 1915 verhuisde hij naar Sint-Petersburg en nam daar actief deel aan de Oktoberrevolutie van 1917. In 1918 werd hij lid van de Bolsjewistische partij en vervolgens vocht hij in de Russische Burgeroorlog. Hij werkte in die periode voor rode legerkranten in Odessa en vanaf 1920 als correspondent voor de Pravda. 
In de jaren twintig groeide Koltsov uit tot misschien wel de beroemdste journalist in de Sovjet-Unie en een vooraanstaand lid van de Sovjet-intelligentsia. Hij werkte als sterreporter voor de Pravda en schreef voor vooraanstaande tijdschriften als Krokodil, Chudak en Ogonyok. Hij werd vooral beroemd om zijn talrijke satirische feuilletons waarin hij met name de Sovjetbureaucratie hekelde. Hij schreef in zijn leven zo'n 2000 artikelen, die later veelal ook werden gebundeld. In de jaren dertig werd hij een soort hofjournalist van Jozef Stalin en fungeerde vaak als diens stroman in de hoofdredactie van de Pravda.
In 1936 reisde Koltsov als speciale reporter af naar Spanje om er verslag te doen van de burgeroorlog. In die hoedanigheid werkte hij nauw samen met de NKVD, had zelfs een directe lijn met het Kremlin, en nam hij deel aan spionage- en andere geheime opdrachten. Hij werkte er samen met beroemdheden als Buenaventura Durruti en Ernest Hemingway, in wiens roman Voor wie de klok luidt hij model staat voor de Sovjet-journalist Karkov. Zijn ervaringen in Spanje legde hij vast in zijn gedramatiseerde, niet altijd betrouwbare Het Spaanse dagboek.
Uiteindelijk zou Koltsov, als zoveel Russen die in het buitenland verbleven en 'te veel wisten', zelf ten offer aan het Stalin-regime. Na zijn terugkeer naar de Sovjet-Unie werd hij op 14 december 1938 gearresteerd en op 1 februari 1940 als vermeend Trotskist voor anti-Sovjetactiviteiten ter dood veroordeeld. Volgens sommige bronnen werd hij een dag later geëxecuteerd, maar er zijn ook bronnen die aangeven dat hij in 1942 in de Goelag overleed. In 1953, kort na Stalins dood, werd hij gerehabiliteerd.